# Chorefto
Chorefto (Grieks: Χορευτό)  is een kustplaats in de gemeente Zagora-Mouresi, Magnisia, Thessalië, Griekenland. Het is gelegen aan de oostkant van Pilion en is een haven van Zagora. Volgens de telling van 2011 heeft Chorefto 131 inwoners.

## Geschiedenis
De geschiedenis van de nederzetting is verbonden met de koopvaardijvloot van Zagora, die vanaf het begin van de 17e eeuw, beginnend vanaf Chorefto, de Egeïsche Zee, Zwarte Zee en Middellandse Zee overstak.  Het is een visserscentrum in de omgeving en heeft een haven voor lokale vissers. 
Chorefto is verbonden met Volos via twee wegen, via Chania (53 km) en via Tsangkarada (85 km). Tijdens de zomermaanden zijn er toeristen in het gebied. Bezienswaardigheden zijn de hagiografieën in de oude kerk van Ai-Nikola en de oude grotten waar in 480 voor Christus het grootste deel van de vloot van Xerxes verwoest werd. De belangrijkste religieuze viering van de nederzetting vindt plaats op 29 augustus, een dag gewijd aan Agios Ioannis.

## Inwoners
| Jaar | Inwoners |
| ---- | -------- |
| 1981 | 64       |
| 1991 | 65       |
| 2001 | 88       |
| 2011 | 131      |